# Бражник южный молочайный
Бражник южный молочайный (Hyles nicaea) — бабочка из семейства бражников (Sphingidae). Назван по типовому месту - городу Ницца в департаменте Приморские Альпы на юге Франции. Занесён в Красную книгу Украины.

## Описание
Размах крыльев бабочек — 80—110 мм. Рисунком крыльев очень похож на бражника молочайного (Hyles euphorbiae). Отличается от него более крупными размерами и особенностями рисунка — косая внешняя темная полоска на передних крыльях у молочайного бражника равномерно расширяется от переднего к заднему краю крыла. У южного молочайного бражника эта полоса узкая и только у заднего края крыла резко расширяется, образуя треугольник.

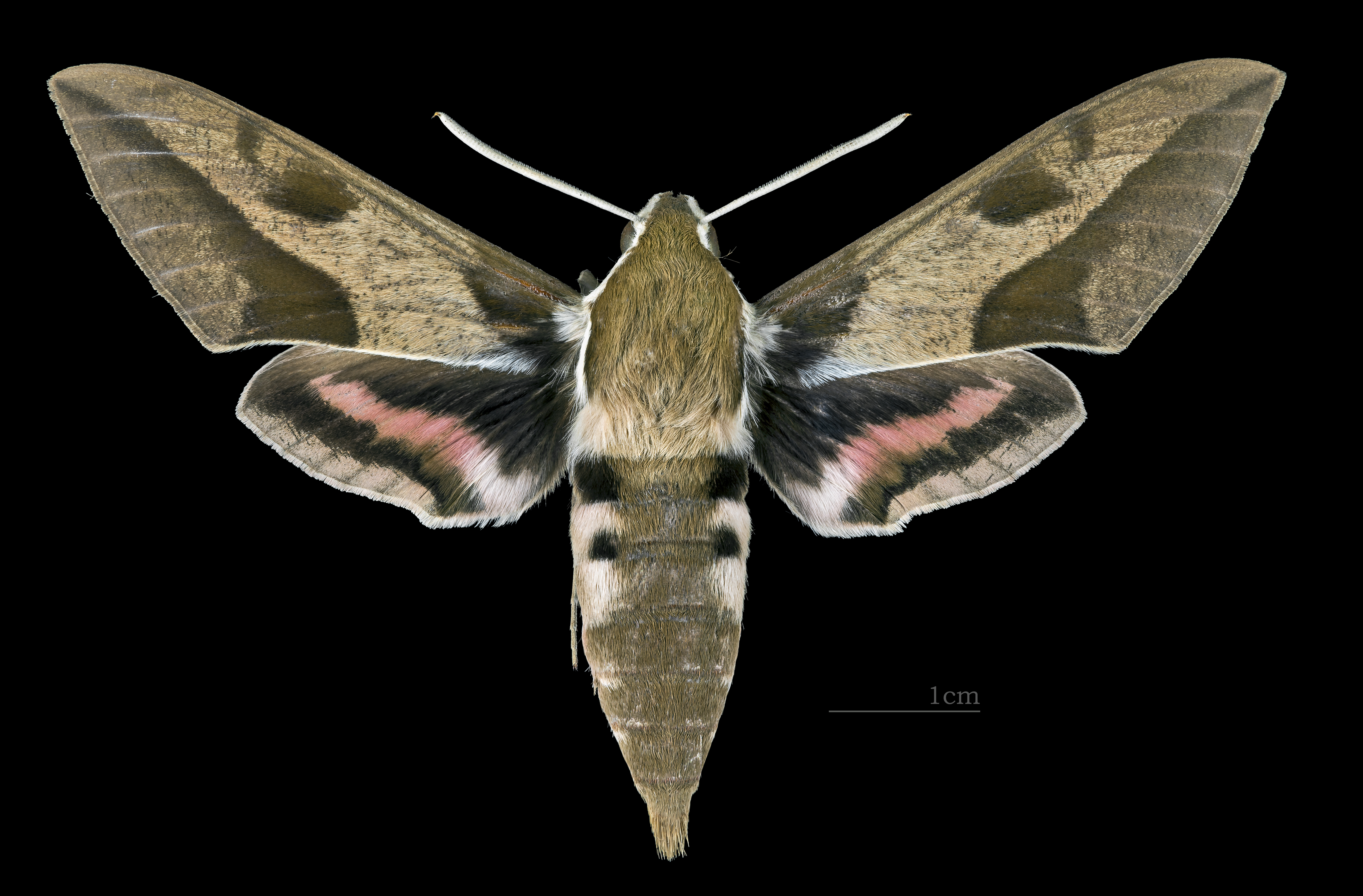
Hyles nicaea nicaea ♂
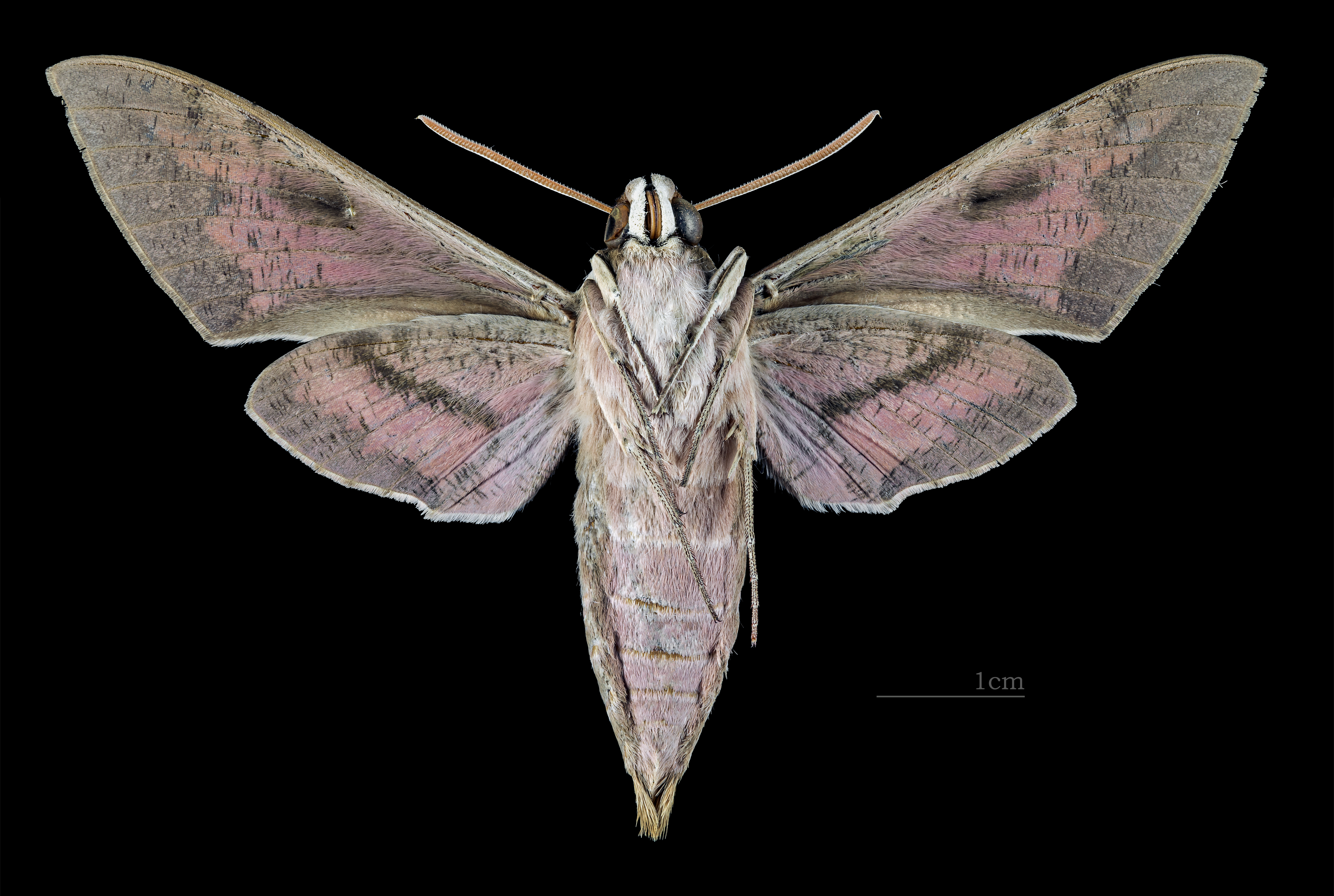
Hyles nicaea nicaea ♂   △
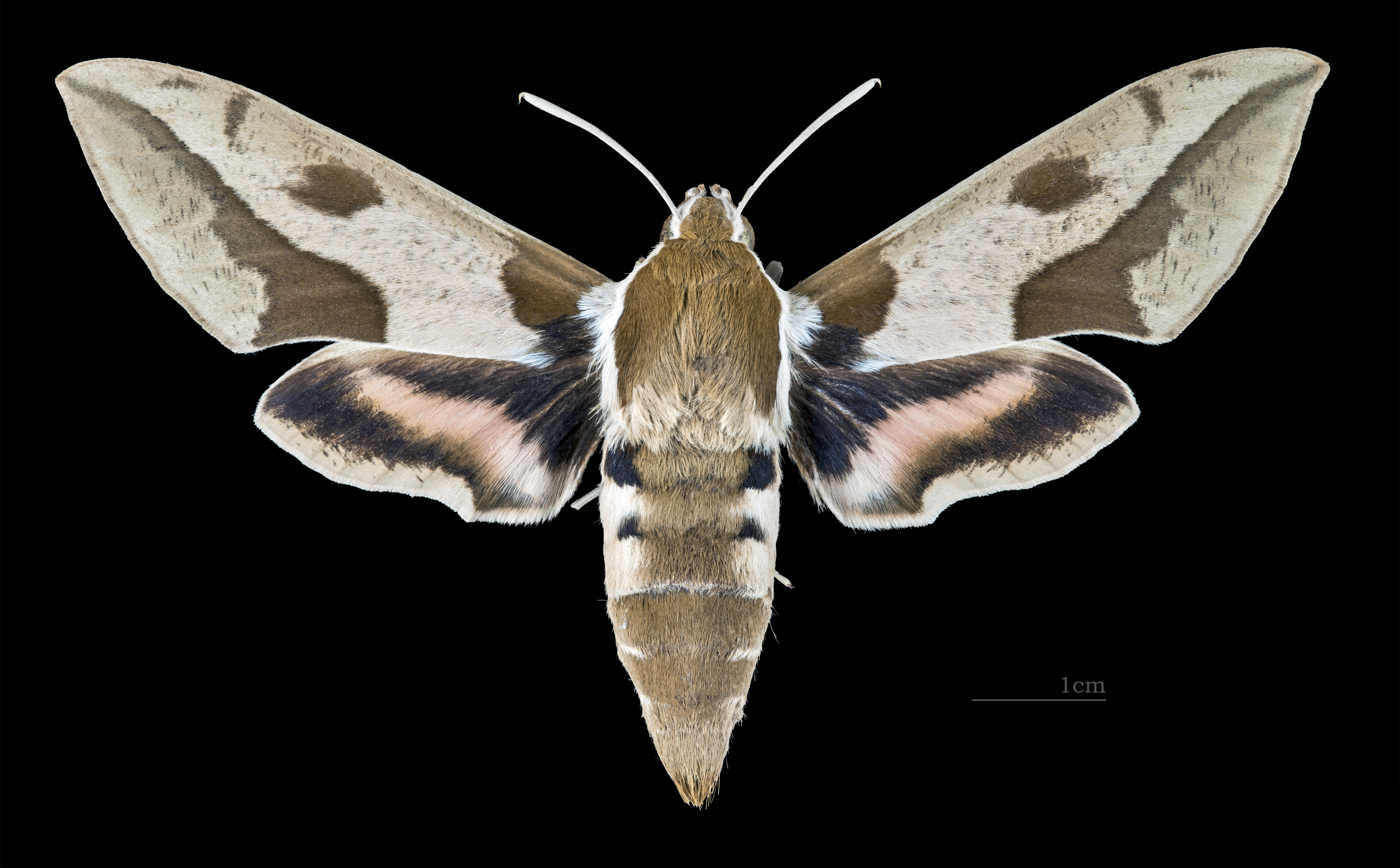
Hyles nicaea nicaea  ♀
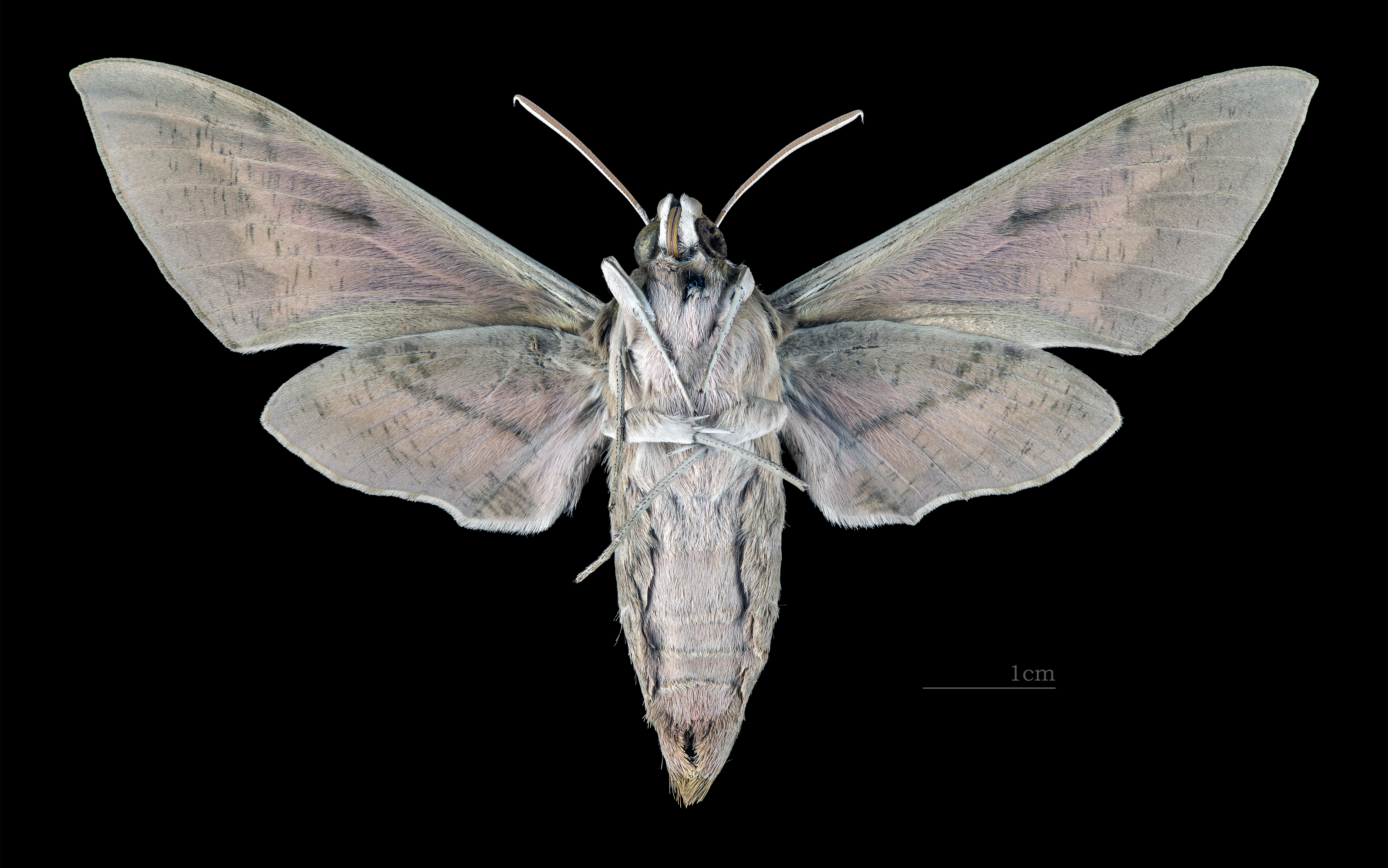
Hyles nicaea nicaea  ♀ △
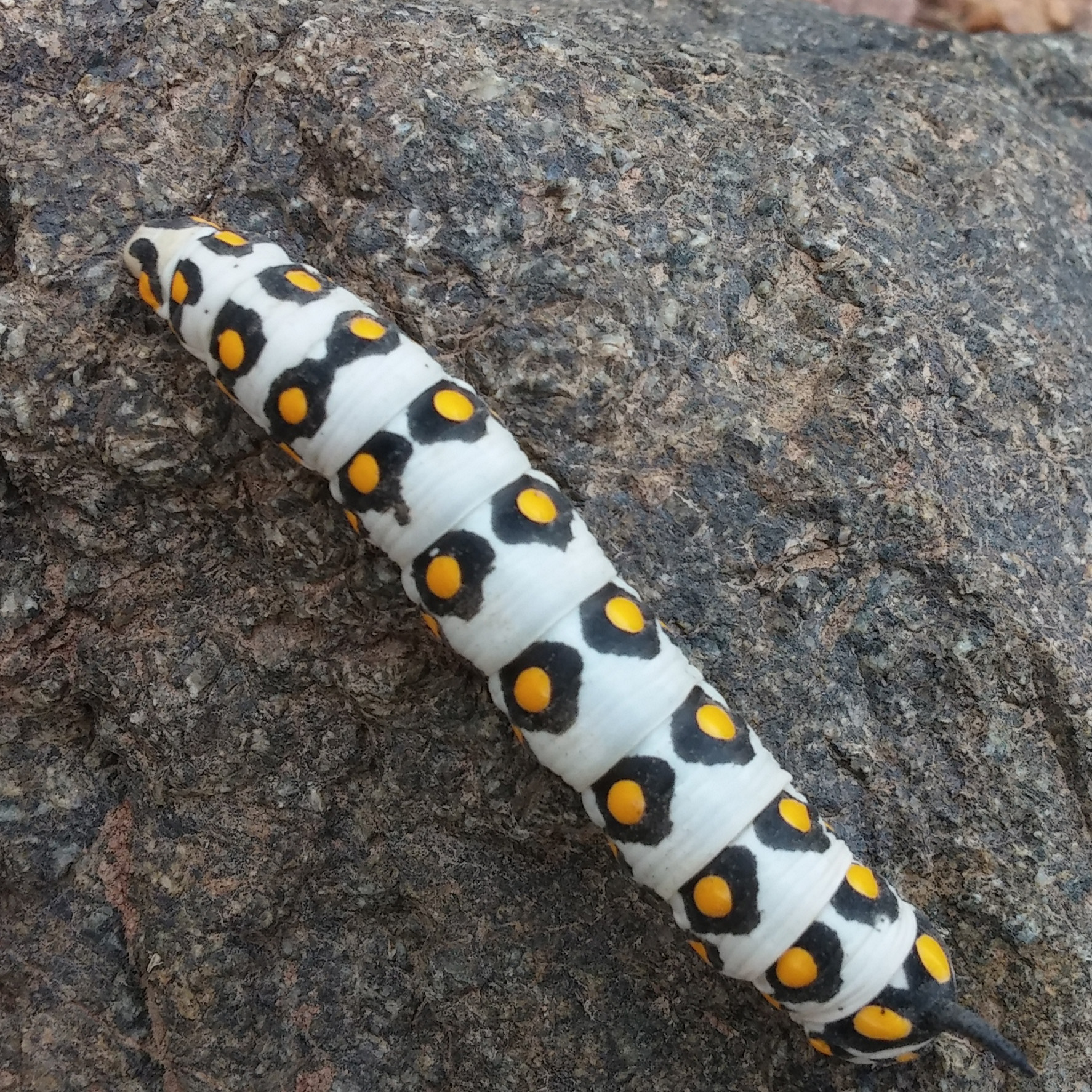
Гусеница

## Ареал вида
Северная Африка, Южная Европа, Кавказ, Закавказье, Малая и Передняя Азия, Ближний Восток, горные районы Центральной и Средней Азии, Южный Алтай, Афганистан, Китай, Индия, Крым (найден в Зуе и на Тарханкутском полуострове).

## Биология
В зависимости от участка ареала даёт в год 1-2 поколения. Время лёта бабочек в июне-июле и августе-сентябре. Бабочки активны вечером и преимущественно в конце ночи. Гусеница питается листьями молочаев. Окукливается в почве. Зимует куколка.

## Подвиды
- Hyles nicaea nicaea
- Hyles nicaea lathyrus (восточный Афганистан, северо-западная Индия, Китай)
- Hyles nicaea castissima (Северная Африка)
- Hyles nicaea sheljuzkoi (Ближний Восток, Китай)
- Hyles nicaea orientalis (Крым, Кавказ, Закавказье)